# あや船一件
あや船一件（あやぶねいっけん）とは、1575年（天正3年）に琉球王国と島津氏の間で発生した外交問題である。この一件は島津氏が琉球への圧力を顕在化していく契機となった。

## あや船について
あや船（綾船・紋船）とは琉球の日本への正式な使節船で、船体に華麗な修飾を施したものである。室町幕府将軍や島津氏当主の代替わり、島津氏領内での戦争終結の祝賀など、様々な目的で派遣された。

### 派遣の歴史
記録に残っている中であや船が派遣された最も古い例は、1481年に足利義尚の将軍就任を祝賀する目的で派遣されたと考えられているものである。その後南九州が戦乱で混乱に陥ると（三国大乱）一時通交は中断される。混乱が収束すると通交が再開され、1559年に島津貴久へあや船が派遣された。その際、琉球は那覇港に入港する薩摩船を島津貴久から正式に認可されているか否で違法な不審船を峻別するために臨時的に琉球渡海朱印状（印判）を発行することを島津氏に対して求めた（明からの冊封使が来るにあたって琉球は明との貿易のために外国商船を那覇港の治安を維持する必要があった）。こうして島津氏の朱印状（印判制度）が琉球に対して適用されることになったが、これは冊封使が来流するにあたっての臨時的措置に過ぎなかった。なお、朱印状をもって薩摩が琉球に対して圧力を強めた契機とする通説があるが、発行を求めたのが琉球側であったこと、朱印状を持たずに琉球に渡った船を薩摩側が取り締まった記録がないことから、事実とは言えないことが分かる。

### 琉球王国の態度
島津貴久へあや船が派遣される1559年以前、琉球はあや船について「鹿児島の主君(島津氏)代々の家督相続を祝賀するものではなく必要性に応じて派遣するもの」と認識しており、鹿児島へのあや船派遣は先例にないため島津氏へのあや船派遣を拒んでいた。しかし、嘉靖の大倭寇が発生し琉球近海の治安が悪化するなか明からの冊封使到着を控え、那覇港の安全を確保する必要があった琉球は方針を転換しあや船を派遣した。

## あや船一件の経緯

### 朱印状を巡る島津氏の圧力
1568年、薩摩半島南部にある加世田の片浦に宮古島の貢納線が漂着した。船には宮古島から首里の王府に納めるはずのはずの年貢や貢物積まれていたが、島津氏が漂着民を保護し、琉球に送還した。これに対し琉球は翌年、僧を派遣して感謝の意を述べた。
1570年3月、島津氏は琉球による漂着民送還の返礼を受けて薩摩弘済寺の僧、雪岑を琉球に送った。雪岑は島津貴久から島津義久への守護職譲渡と、義久の家督相続に伴って琉球渡海朱印状の印章も交代されたことを尚元に伝え、あわせて琉球へ島津氏の朱印状を持参せずに渡航する商船への取り締まり(印判制度の遵守)を要請した。さらに島津氏は能久の代替わりによるあや船派遣を要求した。しかし琉球ではその直後に尚元が急死したことにより島津氏の要求に対応できなかった。
島津氏のこの要求のねらいは、庶流から惣領に登りつめた貴久・義久父子が権力基盤の強化のために琉球のあや船派遣によって対外的にその地位を承認してもらえることを期待したことや、敵対する他の大名を琉球貿易から排除し南九州で自らの優位な立場を固めたかったことなどが挙げられる。

### あや船の派遣
島津氏の印判制度遵守の要請に対し、琉球側は今後の友好関係をますます連綿とすることを再確認したが、印判制度については特に言及を避けた。貿易を民間勢力に頼る琉球は島津氏の印判制度によって民間商人の渡航が制限されることは大きな問題であり、島津氏の要請を容易に是認することはできなかった。
1573年、三司官だった名護氏が島津氏老中伊集院氏に書状を送った。名護氏は本書状が私的な関係に基づくものとしたうえで島津氏を「大邦」、琉球を「陋国(小国)」と呼んで下手に出つつ親密な関係によって交際することが重要であるとしながらも、今後は印判制度問題については名護―伊集院間での外交ルートに限るとした。
琉球の対応に対し納得できなかった島津氏は1574年に琉球に対し、近ごろ琉球が違反している旧例の条々（「近来違背旧例の条々」）を書面で突きつけ、先の非を改めなければ両者の関係が悪化するだろうと警告した。これに対し琉球は尚永が新たに即位したことで国内が混乱していたことを理由に回答を延期していたと述べ、使節団を島津義久の家督相続を祝賀する目的で派遣した。これによって島津氏の要求通りあや船が派遣された。
1575年3月27日、あや船が鹿児島に到着した。しかし島津氏側は義久への祝賀儀礼の前に先に琉球へ送られた「近来違背旧例の条々」とともに以下の件について個別に回答するよう琉球の使節団に迫った。
1. 島津氏発給の印判状を所持しない船を受け入れたこと
2. 永禄13年（1570年）に島津家使者（雪岑）が琉球に行った際、対応が疎略だったこと
3. 今回の進上物が先例と比べて少ないこと
4. 雪岑の宿所に三司官（琉球の重臣）が挨拶を怠ったこと
5. 書状受け渡しの作法が異なっていたこと[注釈 2]
6. 那覇において島津氏領内から渡航した国吉丸の脇船頭の首を刎ねたこと
7. 公式な使節ではない「飛脚使僧」で「私曲」を知らせたこと[注釈 3]

これに対し琉球側は鹿児島にいた使者たちで話し合い以下の回答を仕立てた。
1. 前国王尚元の崩御間もない時期で、諸事取り乱れていたためである
2. 以後、気を付ける
3. 琉球で先例を調査する
4. 確かに事実である
5. 薩摩と琉球では作法の認識が異なるようだ
6. 脇船頭と地元民の間でトラブルがあったため、船頭の判断で脇船頭が処罰されたので我々の関知するところではない
7. 1に同じ

この琉球側の回答を丁寧な返事でないとみなした島津氏側は満足が得られなかった。雪岑は琉球が島津氏を今後疎略に扱わないと誓約させた証文を取るべきとさえ言った。島津義久は進上物を一切つき返し使者との謁見だけに留めるべきか、あるいは使者との謁見をも断るべきか逡巡した。しかし島津氏の当主代始めに開催することが通例となっていた犬追物を行ったばかりであったため、代始めを祝うあや船を突き返すのは政治的見地から得策ではない。それゆえ琉球側から譲歩を引き出して使節を受け入れる必要があった。また、琉球側にとっても公式な使命を帯びて鹿児島までやってきた一行が進上物を突き返され対面も拒否されるのはマイナスであった。
琉球側は島津氏の要求に対する譲歩として、
- 各条の返答は琉球に持ち帰って再度調査する
- 進上物の不足分は雪岑の要求を受け入れて黄金三枚の追加を示す

とした。
これに対し島津義久はこの提案を認め予定通り使者と面会し、進上物の追加も不要として寛大さを見せた。こうしてあや船一件は一応の解決を見せたが、この一件以降島津氏は次第に琉球への圧力を強めていった。